# Heinrich Gundlach
Heinrich Gundlach (* 2. Dezember 1908 in Berlin; † 25. November 1998 in Karlsruhe) war ein deutscher Verwaltungsjurist.

## Werdegang
Gundlach studierte an der Philipps-Universität Marburg Rechtswissenschaft. Dort wurde er 1928 im vertriebenen Corps Rhenania Straßburg recipiert. Dreimal zeichnete er sich als Senior aus. Als Inaktiver wechselte er an die Friedrich-Wilhelms-Universität zu Berlin. Am 4. Juli 1931 bestand er das Referendarexamen, am 12. Februar 1935 das Assessorexamen. Im Oktober 1945 setzte ihn das Office of Military Government for Germany (U.S.) als kommissarischen Landrat des unterfränkischen Landkreises Königshofen im Grabfeld ein.  Der Kreistag bestätigte ihn am 8. Juni 1946 und am 1. Juni 1948 im Amt. Bei der Wahl des Landrats 1952 unterlag er Karl Grünewald. Er ging als stellvertretender Geschäftsführer zu Raab Karcher in Karlsruhe. Verheiratet war er seit dem 2. August 1934 mit Ilse geb. Schuster. Aus der Ehe gingen die Kinder Heinz Ludwig (* 1937), Werner (* 1939) und Irene (* 1943) hervor.